# بیکتور پرالتا (بوکسور)
بیکتور پرالتا (اسپانیایی: Víctor Peralta‎؛ ۶ مارس ۱۹۰۸ – ۲۵ دسامبر ۱۹۹۵) بوکسور اهل آرژانتین بود.
وی در مسابقات کشوری و بین‌المللی در مجموع برندهٔ ۱ مدال نقره شده‌است.